# Lygodesmia
Lygodesmia es un género botánico de plantas herbáceas perteneciente a la familia Asteraceae. Es originaria de  Norteamérica. El género fue descrito por David Don y publicado en Edinburgh New Philosophical Journal 6: 311, en el año 1829.

## Descripción
Son plantas perennes que alcanzan los 50-80 cm de altura; rizomatosas o con raíces verticales. Tallos de color verde a gris-verde,  simples o muy ramificados proximal y distal. Las hojas basales (a veces en rosetas) y caulinares, sésiles, láminas lineares a subuladas, a veces reducidas a escamas, márgenes enteros o escasamente lobulados pinnados. Floretes con corolas generalmente de color rosa a blanco lavanda o púrpura. Cipselas de color verde pálido a bronceado. Tiene un número de cromosomas de: x = 9. 

## Especies
1. Lygodesmia aphylla 	(Nutt.) DC.	Prodr. 7(1): 198	1838
2. Lygodesmia arizonica Tomb	Sida 3(7): 530-532, f. s.n. [p. 531]	1970
3. Lygodesmia bigelovii 	(A.Gray) Shinners	Field & Lab. 18(1): 31	1950
4. Lygodesmia dianthopsis 	(D.C.Eaton) Tomb	Sida 3(7): 532	1970
5. Lygodesmia doloresensis 	Tomb	Syst. Bot. Monogr. 1: 48-50, f. 46 [map], 49	1980
6. Lygodesmia entrada S.L.Welsh & Goodrich	Great Basin Naturalist 40(1): 83, f. 4	1980
7. Lygodesmia exigua 	(A. Gray) A. Gray	Proc. Amer. Acad. Arts 9: 217	1874
8. Lygodesmia grandiflora 	(Nutt.) Torr. & A. Gray	Fl. N. Amer. 2(3): 485	1843
9. Lygodesmia juncea 	(Pursh) D.Don ex Hook.	Fl. Bor.-Amer. 1(6): 295	1833
10. Lygodesmia minor 	Hook.	Fl. Bor.-Amer. 1(6): 295, pl. 103, f. A	1833
11. Lygodesmia pauciflora 	(Torr.) Shinners	Field & Lab. 18(1): 30	1950
12. Lygodesmia ramosissima Greenm.	Proc. Amer. Acad. Arts 35(16): 315	1900
13. Lygodesmia rostrata 	(A. Gray) A. Gray	Proc. Amer. Acad. Arts 9: 217	1874
14. Lygodesmia spinosa 	Nutt.	Trans. Amer. Philos. Soc., n.s., 7: 444	1841
15. Lygodesmia tenuifolia 	(Raf.) Shinners	Field & Lab. 18(1): 31	1950
16. Lygodesmia texana 	(Torr. & A. Gray) Greene ex Small	Fl. S.E. U.S. 1315	1903
17. Lygodesmia thurberi 	(A. Gray) Shinners	Field & Lab. 18(1): 32	1950
18. Lygodesmia wrightii 	(A. Gray) Shinners	Field & Lab. 18(1): 31	1950